# Cis-2-Hepten
cis-2-Hepten ist eine chemische Verbindung aus der Gruppe der aliphatischen, ungesättigten Kohlenwasserstoffe. Sie ist isomer zu trans-2-Hepten.

## Eigenschaften
cis-2-Hepten ist eine leicht entzündbare farblose Flüssigkeit, die praktisch unlöslich in Wasser ist.

## Verwendung
cis-2-Hepten wird als Zwischenprodukt zur Herstellung anderer chemischer Verbindungen verwendet.

## Sicherheitshinweise
Die Dämpfe von cis-2-Hepten können mit Luft ein explosionsfähiges Gemisch (Flammpunkt −6 °C) bilden.